# Todd Hays
Todd Dennys Hays (Del Río, 21 de mayo de 1969) es un deportista estadounidense que compitió en bobsleigh, fútbol americano y kickboxing.

## Carrera deportiva

### Bobsleigh
Participó en dos Juegos Olímpicos de Invierno, obteniendo una medalla de plata en Salt Lake City 2002, en la prueba cuádruple (junto con Randy Jones, Bill Schuffenhauer y Garrett Hines), y el séptimo lugar en Turín 2006, en la misma prueba.
Ganó dos medallas en el Campeonato Mundial de Bobsleigh, plata en 2003 y bronce en 2004.

#### Palmarés internacional
| Juegos Olímpicos   | Juegos Olímpicos                | Juegos Olímpicos  | Juegos Olímpicos |
| Año                | Lugar                           | Medalla           | Prueba           |
| ------------------ | ------------------------------- | ----------------- | ---------------- |
| 2002               | Salt Lake City (Estados Unidos) | Medalla de plata  | Cuádruple        |
| Campeonato Mundial |                                 |                   |                  |
| Año                | Lugar                           | Medalla           | Prueba           |
| 2003               | Lake Placid (Estados Unidos)    | Medalla de plata  | Cuádruple        |
| 2004               | Königssee (Alemania)            | Medalla de bronce | Cuádruple        |

### Fútbol americano
Antes de comenzar su carrera como piloto de bobsleigh, Hays practicó el fútbol americano. Jugaba en la posición de linebacker en el equipo Tulsa Golden Hurricane, con el que ganó el Freedom Bowl de 1991, al derrotar al equipo de la Universidad Estatal de San Diego. También jugó dos temporadas en los Argonautas de Toronto de la Canadian Football League.

### Kickboxing
Se proclamó campeón nacional de pesos pesados de la UKF en 1993, título que le abrió las puertas para participar en el primer torneo K-1 World Grand Prix de la historia, celebrado el 3 de abril de 1993. Su primer rival en el torneo fue el japonés Masaaki Satake, pero Hays fue noqueado a causa de una patada en el segundo asalto, quedando eliminado del torneo.

### Artes marciales mixtas
En 1995 compitió en el Vale Tudo Freestyle Fighting Championship en Japón. Ganó el primer combate del torneo contra el japonés Koichiro Kimura mediante sumisión y en la siguiente eliminatoria del torneo debía enfrentarse a Rickson Gracie, sin embargo, Hays había sufrido una lesión en el hombro que le hizo decidir abandonar el torneo.

#### Récord en artes marciales mixtas
| Resultado | Récord | Oponente        | Método   | Evento                          | Fecha               | Ronda | Tiempo | Localización | Notas |
| --------- | ------ | --------------- | -------- | ------------------------------- | ------------------- | ----- | ------ | ------------ | ----- |
| Victoria  | 1-0    | Koichiro Kimura | Sumisión | VTJ 1995 - Vale Tudo Japan 1995 | 20 de abril de 1995 | 1     | 2:55   | Tokio        |       |